# 王民質
王民質（1477年—？），字公實，山西大同府應州人，民籍，明朝政治人物。

## 生平
弘治十四年（1501年）辛酉科山西鄉試第四十名舉人。弘治十八年（1505年）中式乙丑科會試第二百三十五名，三甲第八十五名進士。官行人司行人。

## 家族
曾祖王顯；祖父王□，□□；父王□，□□。母鄭氏。具庆下。